# Neues Briefmarken-Spiel
Das Neue Briefmarken-Spiel. Ein Lottospiel für die Jugend, auch Briefmarkenspiel, ist ein Brett- und Legespiel im Stil eines Lotteriespiels für bis zu acht Spieler. Es wurde von dem Verlag J. W. Spear & Söhne in Nürnberg-Doos um 1910 herausgegeben.

## Material und Spielweise
In dem Spiel befanden sich acht Spielpläne, auf denen jeweils sechs einem Land zugeordnete Bilder zur Postzustellung in den jeweiligen Ländern mit je vier Briefmarken des jeweiligen Landes abgebildet sind. Die Szenen der Postzustellung enthalten zum einen typische Kleidung wie der russischen Pelzmütze, dem türkischen Fes, den holländischen Holzschuhen oder den Schweizer Lederhosen auch Stereotypen der jeweiligen Länder und typische Szenen und Accessoires, darunter etwa den Schnee in einigen Ländern, Schlösser, Rentiere und Schlittenhunde. Hinzu kommen 192 rechteckige Spielmarken mit den entsprechenden Briefmarken, auf deren Rückseite jeweils der Wert und das entsprechende Land gedruckt sind.
Zu Beginn des Spiels werden die Spielpläne gleichmäßig an die Spieler verteilt, sodass jeder Mitspieler mindestens eine Spieltafel bekommt. Danach werden die Briefmarkenplättchen in einen Sack oder einen Kasten gegeben und von einem Spielleiter nach und nach gezogen und ausgerufen. Wer die ausgerufene Briefmarke auf seiner Tafel hat, meldet sich und bekommt die entsprechende Marke. Wer zuerst alle Marken auf seinem Tableau abgedeckt hat, gewinnt das Spiel.

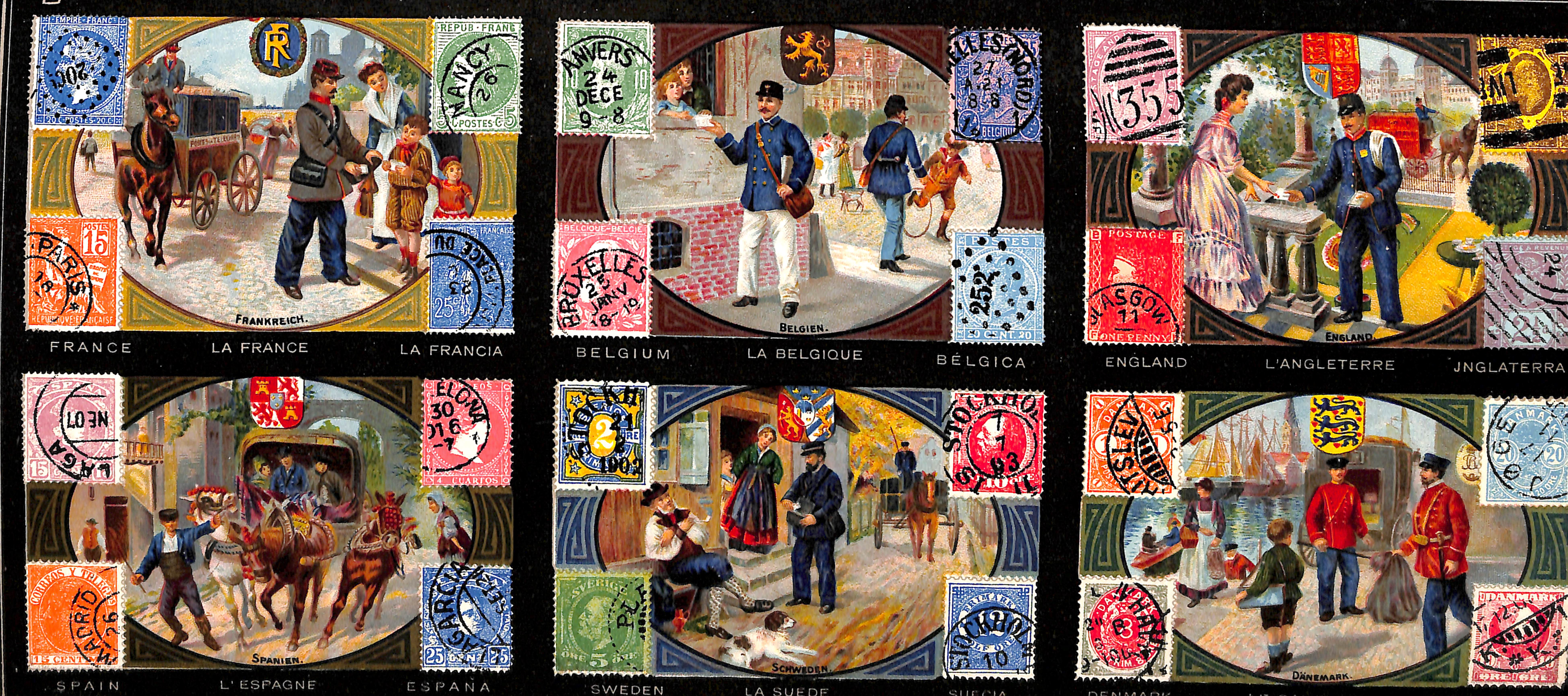
Spielplan
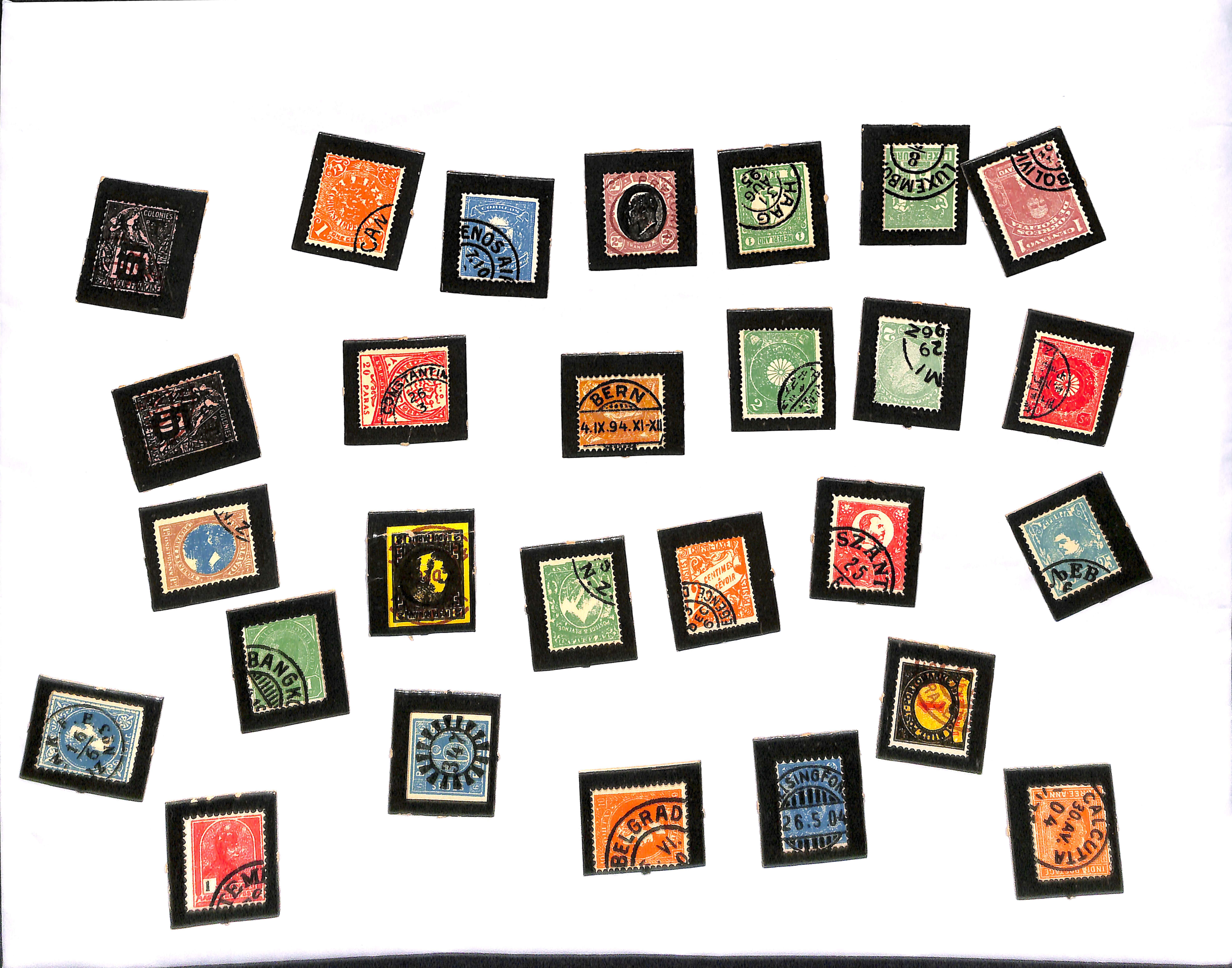
Briefmarken
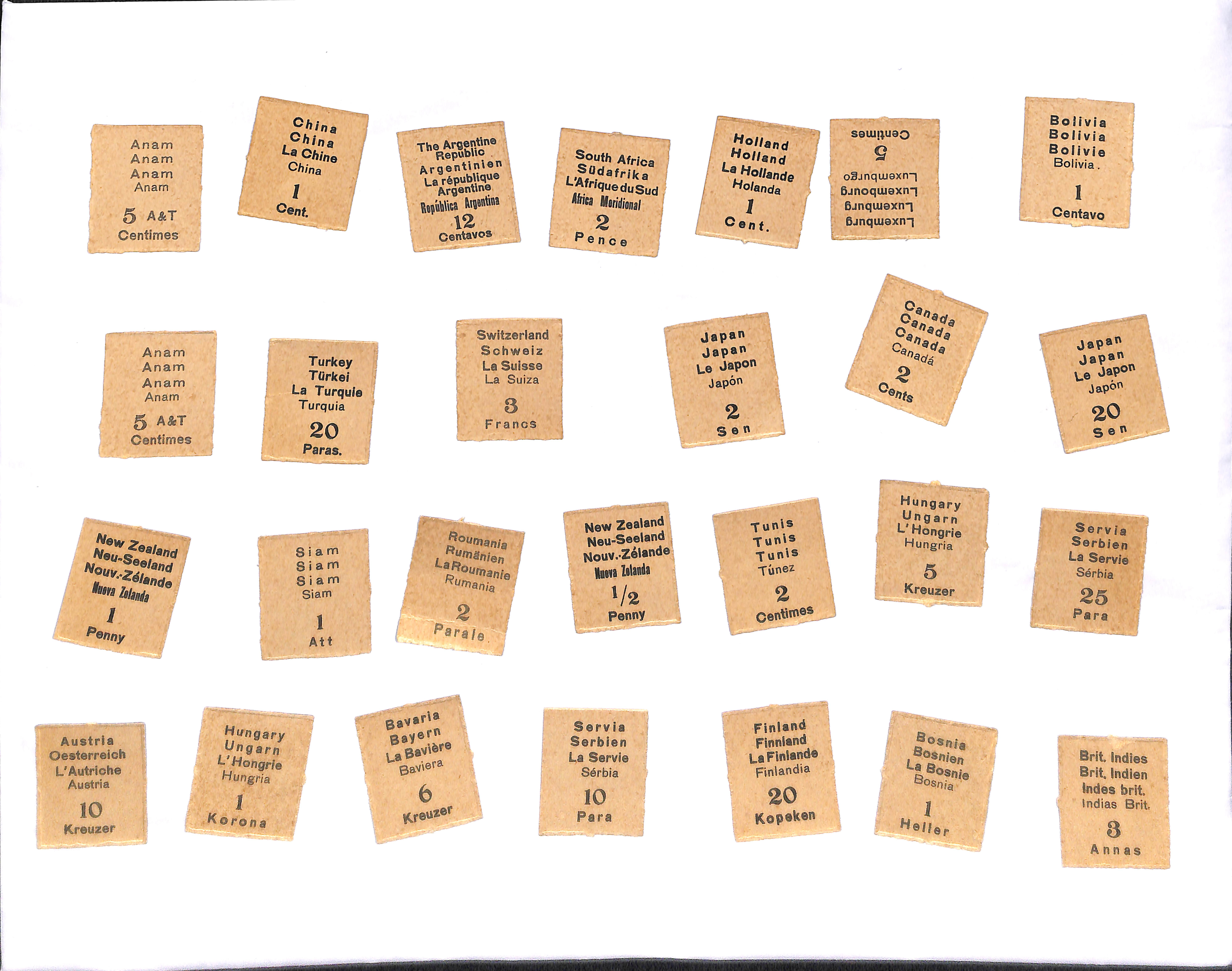
Rückseite der Briefmarken
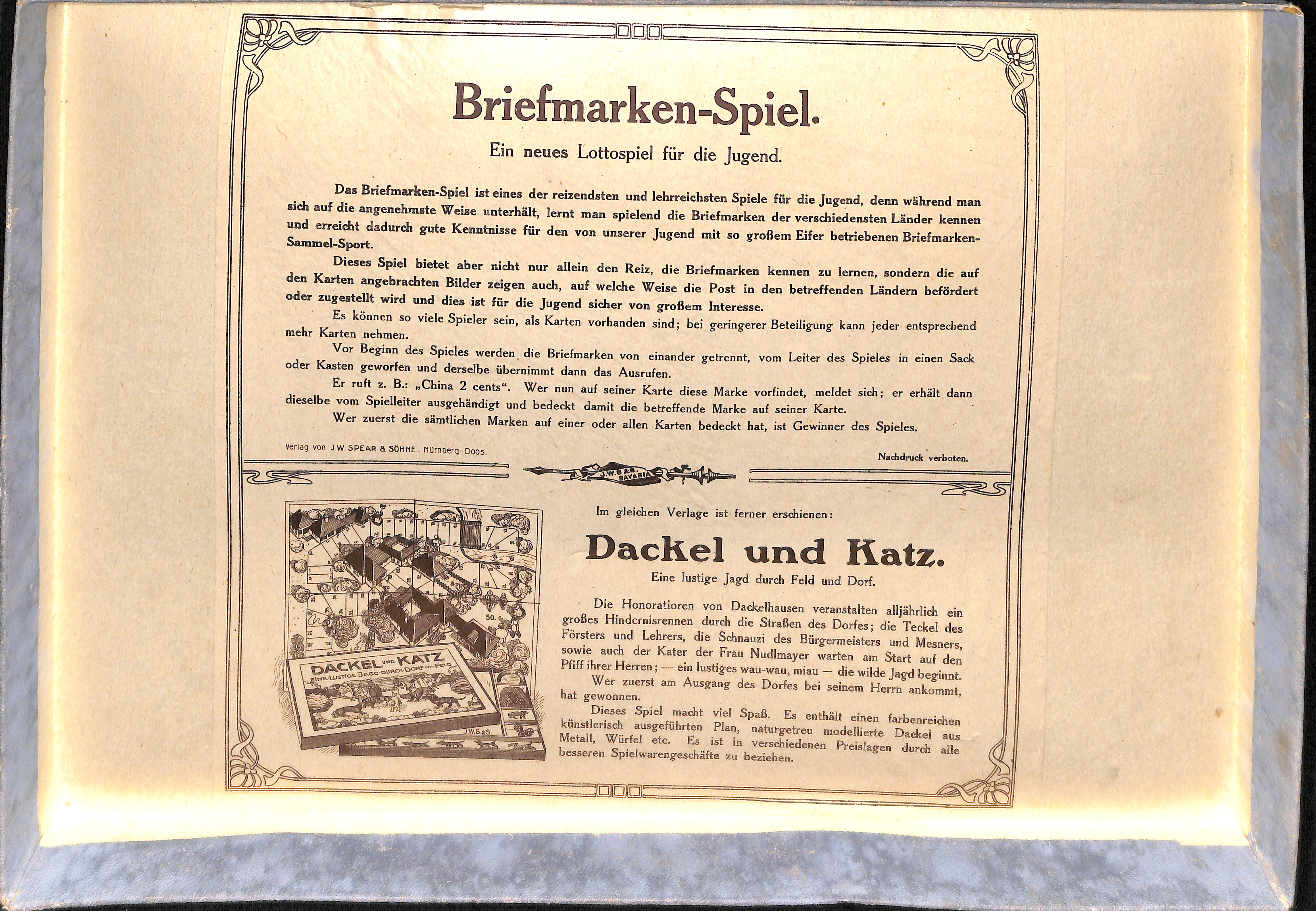
Anleitung des Neuen Briefmarken-Spiels
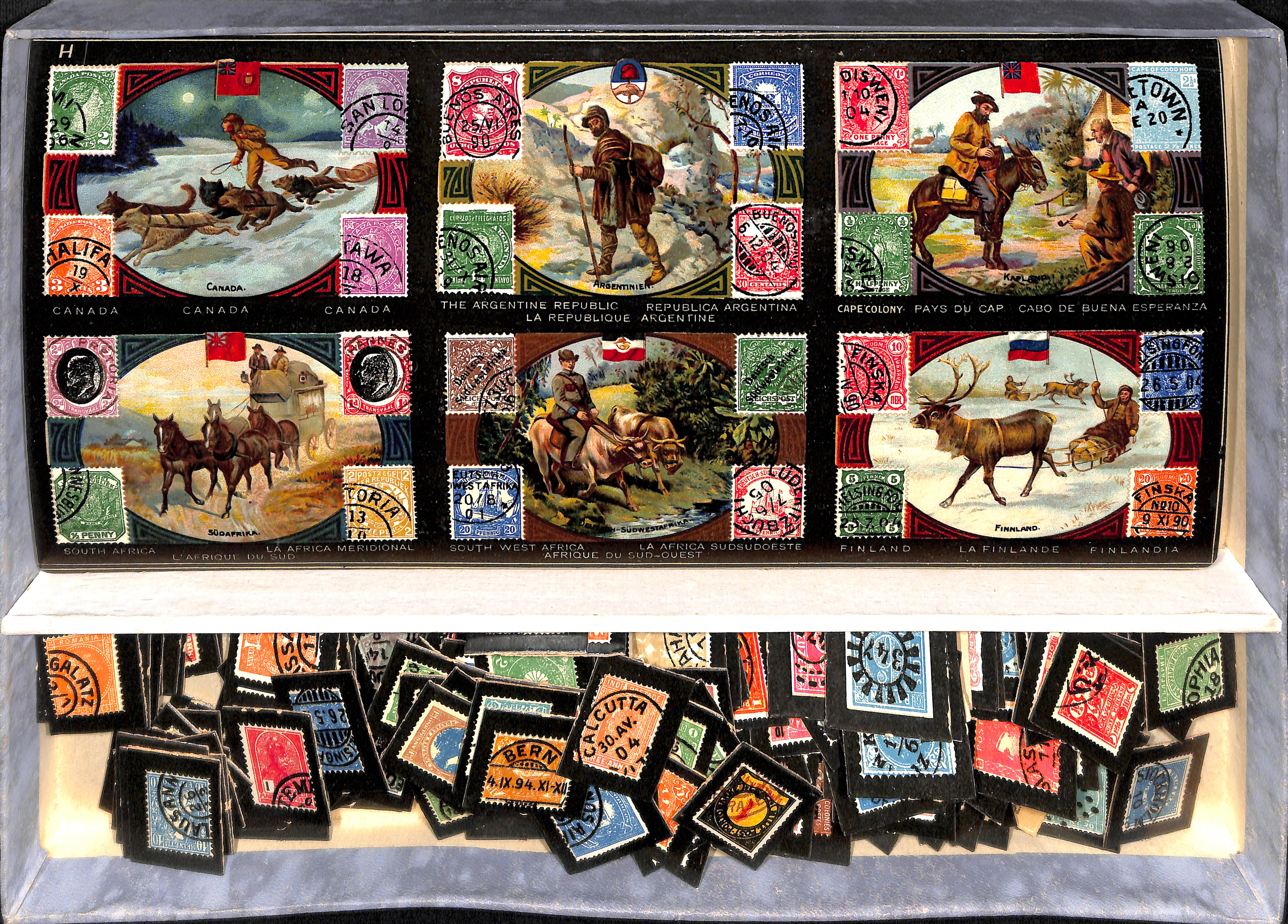
Inhalt des Neuen Briefmarken-Spiels

## Belege
1. ↑  Neues Briefmarken-Spiel – Ein Lottospiel für die Jugend in der Online-Datenbank der Sammlungen der Staatlichen Museen zu Berlin; abgerufen am 26. November.
2. ↑  Ulrich Nußbeck: Schottenrock und Lederhose. Europäische Nachbarn in Symbolen und Klischees. Kleine Schriftenreihe der Freunde des Museum für Volkskunde, Heft 14, Berlin 1994; S. 26, Katalog-Nr. 70.
3. ↑  Das neue Briefmarken-Spiel. Spielanleitung des Verlags J.W. Spear & Söhne in Nürnberg-Doos im Spieldeckel, um 1910